# Intoxication à l'arsenic
Pour les articles homonymes, voir Arsenic (homonymie).
 Mise en garde médicale
L’intoxication à l’arsenic est un empoisonnement dit aigu (en cas de forte dose) ou chronique (exposition longue à de faibles dose d'arsenic, on parle alors arsénicisme). Ce métalloïde est un poison, qui peut tuer par inhibition allostérique des enzymes indispensables au métabolisme, induisant une défaillance multiple des organes. Il inhibe principalement les enzymes exigeant la présence d'acide lipoïque comme cofacteur, tels que la pyruvate déshydrogénase et l'alpha-cetoglutarate déshydrogénase. Pour cette raison, les substrats produits avant l’étape de la déshydrogénase comme le pyruvate et le lactate s'accumulent. Il affecte en particulier le cerveau, provoquant des troubles neurologiques et la mort.
L'exposition répétée à l'arsenic peut causer des troubles cutanés non cancérogènes (valeur toxicologique de référence - VTR de 0,3 μg/kg pc/jour) et des cancers cutanés ou bronchopulmonaires. Les principales sources d'exposition sont alimentaires (eau, céréales, riz). La principale source d'intoxication chronique dans le monde semble être l'eau de forage qui dans plusieurs pays ou régions est naturellement chargée en arsenic. Selon une étude publiée en 2007, plus de 137 millions de personnes, vivant dans plus de 70 pays sont probablement affectées par une intoxication chronique à l'arsenic à partir de l'eau de boisson.
Les tests permettent de mesurer un niveau par rapport à une moyenne, mais en raison de différences et susceptibilités individuelles et génétiques, sauf en cas de doses très élevées, ils ne peuvent pas prédire si les niveaux d'arsenic dans le corps auront une incidence sur la santé.

## Symptômes
Les symptômes de l'intoxication aiguë sont :
- violentes douleurs abdominales dues à des spasmes intestinaux ;
- une sensibilité et tension de l’abdomen ;
- nausées ;
- salivation excessive ;
- vomissements (les vomissures sont verdâtres ou jaunâtres, parfois striées de sang) ;
- sensation de sécheresse et de constriction de la gorge, soif, raucité de la voix et des difficultés de la parole ;
- diarrhée, ténesme et parfois excoriations de l'anus ;
- une atteinte de l’appareil urinaire est possible avec de violentes douleurs de type brûlures ;
- convulsions et crampes ;
- sueurs froides, lividités des extrémités, traits tirés, yeux rouges et brillants ;
- puis délire et mort.

Certains de ces symptômes peuvent être absents lorsque l'intoxication est la conséquence d’une inhalation, sous forme de trihydrure d'arsenic.
Les symptômes de l'empoisonnement chronique par l'arsenic sont :
- des céphalées, qui peu à peu peuvent s’aggraver avec apparition d’étourdissements ;
- une « cécité nocturne » (perte de vision dans le noir), induite par une carence en vitamine A et souvent liée à un risque accru de maladies cardiaques[4] ;
- l'apparition de lignes de Mees au niveau des ongles[3].

L'empoisonnement chronique par l'arsenic peut aussi provoquer une grande variété de troubles (taches sur la peau, cancer de la peau, hyperkératose des pieds…). La présence d'arsenic (arsenites inorganiques, arsenic (III) notamment) dans l'eau potable est beaucoup plus dangereuse (toxicité aiguë) que la présence d'arsenates organiques (arsenic (V)). La dose létale minimale aiguë de l'arsenic chez l'adulte est estimé à 70 à 200 mg ou 1 mg/kg/jour.

## Diagnostic
Il est très important de consulter, immédiatement, un médecin si un empoisonnement par l'arsenic est suspecté.
Une intoxication en cours peut être diagnostiquée ou confirmée par dosage de l'arsenic dans le sang ou dans l'urine (les composés organiques de l'arsenic tendent à être éliminés dans l'urine sous forme inchangée, alors que les formes inorganiques seront largement transformées en composés organiques de l'arsenic dans le corps avant l'excrétion urinaire). Le test urinaire est le plus fiable pour mesurer l'exposition à l'arsenic les jours précédents. Pour décrire précisément une contamination, l'analyse d'urine doit être faite dans les 24-48 heures après l'exposition aiguë. En médecine du travail, les analyses d'urine se font en fin de poste ou après une semaine complète de travail.
L'enquête médico-légale peut le rechercher et doser dans la peau et les phanères (ongles, cheveux qui conservent l'arsenic accumulé lors de leur croissance si l'organisme y était exposé dans les 6 à 12 mois précédents). La composition capillaire peut maintenant être analysée à partir d'un seul cheveu (alors qu'il fallait autrefois homogénéiser et dissoudre plusieurs mèches de cheveux). Une biosurveillance de l'arsenic et d'autres métaux ou métalloïdes est maintenant possible via des techniques de microanalyse telles que le rayonnement synchrotron fluorescence X (SXRF) (Synchroton radiation based X ray fluorescence ou SXRF) ou encore la PIXE (spectroscopy and Microparticle induced X ray emission).

## Analyses
Des techniques analytiques ad hoc sont utilisées pour distinguer les formes organiques et/ou inorganiques de cet élément chimique. Les tests permettent de mesurer un niveau par rapport à une moyenne, mais en raison de différences et susceptibilités individuelles et génétiques, sauf en cas de doses très élevées, ils ne peuvent pas prédire si les niveaux d'arsenic dans le corps auront une incidence sur la santé.

## Prévalence
L'indice biologique d'exposition actuel pour un travailleur américain est de 35 mg/L pour l'arsenic urinaire total, taux qui peut être rapidement dépassé par une personne en bonne santé ayant consommé un repas de fruits de mer. En France, selon la Haute autorité de santé, les niveaux d'exposition actuels, notamment chez les enfants (0,61–0,77 μg/kg pc/jour pour les 7-12 mois), dépassent la VTR, impliquant de réduire au maximum les autres sources d'exposition. L'exposition à l'Asi peut causer des troubles cutanés non cancérogènes (valeur toxicologique de référence - VTR de 0,3 μg/kg pc/jour) et des cancers cutanés ou bronchopulmonaires.

## Traitement
Des médicaments de synthèse sont maintenant disponibles pour traiter l'empoisonnement par l'arsenic.
Le dimercaprol, le DMSA et le DMPS sont des chélateurs qui séquestrent l'arsenic à l’extérieur des protéines du sang et sont utilisés dans le traitement de l'intoxication aiguë par l'arsenic. Le dimercaprol est considérablement plus toxique que le DMSA. L’effet secondaire le plus important est l’hypertension artérielle.
Le curcuma est suggéré pour une utilisation combinée avec des chélateurs d'arsenic.
Dans la revue alimentation et toxicologie chimique, Keya Chaudhuri et ses collègues de l'Institut indien de biologie chimique à Kolkata, ont rapporté une expérience consistant à donner à des rats des doses quotidiennes d'arsenic dans l'eau de boisson, à des niveaux équivalents à ceux retrouvés dans les eaux souterraines du Bangladesh et de l'ouest du Bengale. Une partie des rats absorbaient aussi des extraits d'ail. Ces derniers avaient 40% d'arsenic en moins dans le sang et le foie, et éliminaient 45% d'arsenic en plus dans les urines. Les auteurs ont conclu que l'ail contient des substances (composés soufrées) capables de capter (chélater) l'arsenic à partir des tissus et du sang. Selon les auteurs, les personnes habitant dans les zones à risque de contamination par l'arsenic des eaux de consommation devraient manger trois gousses d'ail par jour, à titre préventif,.

## Toxicité
La DL50 de l’élément arsenic est de 763 mg/kg (par ingestion) et 13 mg/kg (par injection intrapéritonéale). Pour un homme de 70 kg, cela équivaut à environ 53 grammes. Toutefois, certains composés contenant de l'arsenic peuvent être beaucoup plus toxiques.
Presque toutes les intoxications par l'arsenic qui ont été rapportées ne sont pas causées par l'arsenic lui-même, mais par les composés oxygénés de l'arsenic, en particulier le trioxyde d'arsenic, qui est environ 500 fois plus toxique que l'élément arsenic, et par le trihydrure d'arsenic.

## Intoxication accidentelle
En plus de son utilisation comme poison, l'arsenic a été utilisé comme médicament pendant des siècles et a été largement employé pour traiter la syphilis avant l’introduction de la pénicilline. L'arsenic a été remplacé comme substance thérapeutique par les sulfamides et ensuite par les antibiotiques. L'arsenic est aussi un ingrédient contenu dans de nombreux toniques (ou "spécialité médicale"). En outre, pendant l’époque victorienne, certaines femmes utilisaient un mélange de vinaigre, de craie et d'arsenic en application topique pour blanchir la peau. L'emploi d'arsenic était destiné à prévenir le vieillissement et l’altération de la peau, mais une partie de l'arsenic était inévitablement absorbée dans le flux sanguin.
Certains pigments, notamment le très populaire arsenite de cuivre (connu également sous plusieurs autres noms), étaient fabriqués à base de composés d'arsenic. Une exposition excessive à ces pigments est une cause fréquente d'empoisonnement accidentel pour les artistes et les artisans.
L'arséniate de plomb, un insecticide largement utilisé en agriculture à partir des années 1930, fut à l'origine d'empoisonnement tant d'utilisateurs que de consommateurs des produits traités. Il est en outre aujourd'hui classé cancérogène.
L'arséniate de cuivre chromaté (ACC), utilisé pour le traitement du bois, ayant causé diverses intoxications, est soumis à réglementation dans plusieurs pays.

### Arsénicisme: intoxication chronique à l’arsenic à partir de l’eau de boisson
L'empoisonnement chronique par l'arsenic est la conséquence de la consommation d'eau potable contenant des niveaux élevés d’arsenic pendant une longue période de temps. Cela peut se produire à la suite de la contamination des eaux souterraines par l'arsenic.
Les effets rencontrés comportent des changements de la couleur de peau, l’apparition de taches pigmentées sur la peau, le cancer de la peau, le cancer du poumon, le cancer du rein et de la vessie, et dans certains cas la gangrène. L’Organisation mondiale de la santé recommande une valeur limite de 0,01 mg / L (10ppb) d'arsenic dans l'eau potable. Cette recommandation a été établie sur la base des limites de détection du matériel de laboratoire disponible au moment de la publication du guide de l'OMS sur la qualité de l'eau. Des résultats plus récents montrent que la consommation d'eau à un niveau situé aux environs 0,000 17 mg / L seulement (0.17ppb) pendant une longue durée peut conduire à un arsénicisme.
Les effets chroniques non-cancérogènes comprennent les lésions du foie— la jaunisse et la cirrhose— ; les maladies vasculaires périphériques entraînant une cyanose des extrémités ; le syndrome de Raynaud ; la nécrose des pieds (un type de gangrène) ; l'anémie, résultant d’une altération de la biosynthèse de l'hème et une hyperkératose de la peau.
Il existe également de multiples sources de données concernant les effets cancérogènes de l'arsenic.
L'arsenic a été à l'origine de nombreux problèmes dans les pays du tiers monde où les eaux souterraines ont été contaminées par l'arsenic provenant de dépôts fluviaux, d’origine récente à l’échelle géologique, et contenant des arséno-pyrites. Il s'agit d'un problème particulièrement au Bangladesh où les puits creusés depuis les années 1970 ont été contaminés par les eaux souterraines circulant dans les sédiments fluviaux. Les concentrations atteintes dans ces puits peuvent dépasser 1 pour mille alors que le niveau maximal selon l'OMS est de 10 parties par milliard.
Roger Smith,, professeur émérite de pharmacologie et de toxicologie à la Dartmouth Medical School, a confirmé que la contamination naturelle de l’eau potable par l’arsenic était également un risque pour les puits du New Hampshire. L'empoisonnement chronique par de faibles niveaux d'arsenic, ou arsénicisme, comme on le voit au Bangladesh, peut potentiellement être responsable d’un cancer.

## Empoisonnement délibéré
Au VIIIe siècle de notre ère, un alchimiste arabe du nom de Geber a été le premier à préparer l’anhydride arsénieux, une poudre blanche, insipide, inodore. La préparation de Geber semblait être le poison idéal, car il ne laissait pas (à l'époque) de trace dans le corps.
L'arsenic est devenu l'arme favorite des meurtriers du Moyen Âge et de la Renaissance, en particulier parmi la classe dirigeante en Italie, notamment les Borgia. Parce que les symptômes sont semblables à ceux du choléra, qui était une maladie répandue à l'époque, l'empoisonnement par l'arsenic passait souvent inaperçu. Au XVIIe siècle, le produit avait acquis le surnom de "poudre de succession", peut-être parce qu’on soupçonnait les héritiers impatients de l'utiliser pour accélérer ou assurer leur héritage. Vera Renczi est également soupçonnée d'avoir utilisé l'arsenic pour empoisonner ses amoureux afin qu'ils ne puissent jamais la quitter, probablement en raison de l’affaire de son premier mari.
Dans l'antiquité en Corée, et en particulier pendant la période Chosŏn, on utilisait les composés soufrés de l'arsenic comme ingrédient principal du sayak (사약, 赐药), qui était un cocktail mortel utilisé pour l’exécution capitale des personnalités politiques de haut rang et des membres de la famille royale. En raison du rang social et de l'importance du condamné, un grand nombre de ces événements sont bien documentés et figurent souvent dans les Annales de la dynastie Joseon ; ils ont parfois été décrits dans les séries télévisées historiques en raison de leur caractère dramatique.
Pendant la Première Guerre mondiale et la guerre sino-japonaise (1937-1945) la lewisite, un dérivé de l'arsenic, fut utilisée comme arme chimique.
Le 27 avril 2003, seize membres de l’Église luthérienne Gustaf Adolf de New Sweden, dans le Maine, sont tombés malades après avoir pris le café à l'église ; l’un d’eux est décédé peu de temps après. L'enquête a révélé que le café avait été fortement chargé en arsenic. À la date de la publication du livre de Christine Ellen Young (en), A Bitter Brew, en 2005, personne n'avait été formellement accusé du crime. Toutefois, la chaîne Discovery Health a indiqué que Daniel Bondeson, qui a été retrouvé dans une ferme grièvement blessé par un tir d’arme à feu, avait écrit une lettre où il s’accusait d’être responsable de l'empoisonnement. Il a succombé à ses blessures au cours de l’intervention chirurgicale.

### En fiction
Les intrigues de romans et films policiers (cf. Arsenic et vieilles dentelles) racontent souvent des empoisonnements par l'arsenic, mais ils omettent fréquemment les symptômes les plus désagréables. Agatha Christie utilise l'arsenic comme poison dans trois de ses histoires : Le Club du Mardi, S.O.S. et Un meurtre est-il facile ?. Dans son roman Madame Bovary, Gustave Flaubert fait une longue description des symptômes de l'intoxication à l'arsenic, dont périra son héroïne. Dans Le Nom de la rose, roman d'Umberto Eco, un livre empoisonné à l'arsenic provoque la mort de ses lecteurs. Dans le roman Nous avons toujours vécu au château de Shirley Jackson, l'intrigue repose sur le mystère de la mort par empoisonnement à l'arsenic de la famille Blackwood. Dans la série HPI, lors de l'épisode 3 de la saison 4, les différentes morts découvertes au cours de l'enquête sont victimes d'un empoisonnement accidentel à l'arsenic.

## Cas notables d'empoisonnement à l'arsenic
L’empoisonnement par l’arsenic, accidentel ou intentionnel a provoqué la maladie et la mort d’un grand nombre de personnages importants, au cours de l’histoire.

### FrançoisIerde Médicis, Grand Duc de Toscane
Des preuves médico-légales récentes découvertes par des scientifiques italiens suggèrent que François Ier de Médicis, grand-duc de Toscane, et son épouse ont peut-être été empoisonnés par le frère et successeur du duc, Ferdinand Ier de Médicis.

### George III de Grande-Bretagne
Le roi d’Angleterre George III (1738 - 1820) a eu des problèmes de santé tout au long de son long règne. Il souffrait périodiquement d’épisodes de maladie se manifestant par des manifestations physiques ou mentales dont cinq l’ont suffisamment incapacité pour le contraindre à interrompre ses fonctions royales. En 1969, les chercheurs ont affirmé que les épisodes de folie et les autres symptômes physiques étaient consécutifs à une maladie connue sous le nom de porphyrie, qui a été également identifiée chez plusieurs membres de sa famille proche et éloignée. En outre une étude réalisée en 2004 sur des échantillons de cheveux du roi a révélé des niveaux extrêmement élevés d’arsenic qui pourraient expliquer le déclenchement des symptômes de la maladie. Un article de 2005 de la revue médicale The Lancet a suggéré que la source d'arsenic pourrait être l’antimoine utilisé dans le traitement médical suivi par le roi. Les deux minéraux sont souvent trouvés dans les mêmes terrains, et les méthodes d'extraction minière de l'époque n'étaient pas assez performantes pour purifier les composés d'antimoine de leurs impuretés d'arsenic.

### Napoléon Bonaparte
Il existe une théorie selon laquelle Napoléon (1769 - 1821) aurait été victime d’un empoisonnement par l'arsenic qui aurait causé sa mort au cours de son emprisonnement sur l'île Sainte-Hélène. L’analyse d’échantillons de ses cheveux a montré qu’ils présentaient un niveau élevé de l'élément toxique, 13 fois la quantité normale. Toutefois, cela n’apporte pas la preuve d'un empoisonnement délibéré par des ennemis de Napoléon : l’arsenite de cuivre était utilisé comme pigment dans certains papiers peints et la libération d'arsenic dans l'environnement immédiat serait possible. L'affaire est équivoque, en l'absence d’échantillons de papier peint clairement authentifiés. Comme le corps de Napoléon a reposé près de 20 ans dans une tombe sur l'île, avant d'être transféré dans sa dernière demeure à Paris, l'échantillon pourrait également avoir été contaminé par l'arsenic du sol. Même en l’absence de pollution provenant du papier peint ou du sol, l'usage de l'arsenic était tellement répandu à l'époque qu’il existait de nombreuses autres voies par lesquelles Napoléon pourrait avoir absorbé suffisamment d'arsenic pour laisser une trace détectable par les examens de médecine légale.

### Charles Francis Hall
L’explorateur américain Charles Francis Hall (1821-1871) est décédé de façon inattendue au cours de sa troisième expédition dans l’océan Arctique : l'expédition Polaris. Après son retour à bord du navire après une expédition en traîneau Hall avait bu une tasse de café et était tombé violemment malade. Il s'est effondré et a présenté ce qui a été décrit comme une attaque. Il a souffert de vomissements et d’un délire pendant la semaine qui a suivi, puis son état a semblé s'améliorer au bout de quelques jours. Il a accusé plusieurs personnes de la compagnie maritime, y compris le médecin du navire, le Dr Emil Bessels avec lesquels il avait des différends de longue date, de l’avoir empoisonné. Peu de temps après, il a recommencé à souffrir à nouveau des mêmes symptômes, est mort, et a été amené à terre pour y être enterré. Après le retour de l'expédition, une enquête de la marine des États-Unis conclut que Hall était mort d’apoplexie.
En 1968, toutefois, le biographe de Hall, Chauncey C. Loomis (en), professeur au Dartmouth College, se rendit au Groenland afin d'exhumer le corps de Hall. En raison du permafrost, le corps de Hall, enveloppé dans un drapeau, ses vêtements et son cercueil ont été remarquablement bien conservés. L’analyse des échantillons de tissus osseux, des ongles et des cheveux a montré que Hall était mort d'une intoxication par de fortes doses d’arsenic absorbées au cours des deux dernières semaines de sa vie, ce qui était compatible avec une partie des symptômes signalés par les membres de l’expédition. Il est possible que Hall se soit empoisonné lui-même avec les médicaments d’un charlatan contenant le poison, mais il est plus probable qu'il a été assassiné par le Dr Bessels ou l'un des autres membres de l'expédition.

### Huo Yuanjia
Huo Yuanjia (1868 - 1910) fut un champion d’art martial chinois. Il circula une rumeur selon laquelle il aurait été empoisonné en 1910 au cours d’un combat avec les Japonais, qui accusaient la Chine et les Chinois d'être l’"homme malade de l'Asie". En 1989, des scientifiques-criminologistes chinois ont autopsié le corps et ont trouvé dans ses os de l'arsenic, ce qui fait de lui une victime par empoisonnement à l'arsenic.

### Clare Boothe Luce
Un cas plus récent d'empoisonnement par l'arsenic est celui de Clare Boothe Luce, (1903 - 1987) ambassadeur des États-Unis en Italie de 1953 à 1956. Même si elle n'est pas décédée des suites de son intoxication, elle a souffert d'un nombre croissant de symptômes physiques et psychologiques jusqu'au diagnostic d’un empoisonnement par l'arsenic, dont la source s’est révélé être la vieille peinture écaillée, chargée d’arsenic recouvrant le plafond de sa chambre à coucher. Une autre source explique son intoxication comme résultant d’une consommation d’aliments contaminés par des écailles de peinture provenant du plafond de la salle à manger de l’ambassade.

### Peintres impressionnistes
L’arsenite de cuivre (vert émeraude), un pigment fréquemment utilisé par les peintres impressionnistes, est fabriqué à base d'arsenic. Paul Cézanne a développé un diabète sévère, qui est l’un des symptômes de l'empoisonnement chronique par l'arsenic. La cécité de Claude Monet et les troubles neurologiques de Vincent van Gogh pourraient avoir été dus, en partie, à l’utilisation du vert émeraude. L’intoxication par d'autres substances couramment utilisées, y compris l'alcool et l’absinthe, les pigments à base de plomb ou de mercure comme le vermillon et des solvants comme l’essence de térébenthine, pourrait aussi être un facteur associé dans tous ces cas.

### Phar Lap
75 ans après sa mort, en 1932, les experts médico-légaux ont déterminé qu’un célèbre cheval australien, Phar Lap est mort après l'ingestion d'une forte dose d'arsenic.

### Affaire Marie Besnard
Marie Besnard (15 août 1896-14 février 1980), surnommée la « Bonne Dame de Loudun », soupçonnée d'être une tueuse en série reste au centre d'une des énigmes judiciaires françaises du XXe siècle.
L'affaire Besnard débute à la mort de son époux Léon Besnard, le 25 octobre 1947 à Loudun ; son décès est attribué à une crise d'urémie. Quelques jours après l'enterrement, Mme Pintou, amie et locataire des époux Besnard, raconte à un proche que Léon Besnard, avant de mourir, lui avait confié : « que sa femme lui avait servi de la soupe dans une assiette où se trouvait déjà un liquide ». Les détails de ce témoignage sont portés à la connaissance de la gendarmerie puis à un juge d'instruction qui diligente l'exhumation du corps de Léon Besnard, le 11 mai 1949. Les prélèvements sont expédiés à un médecin légiste marseillais, le docteur Béroud, qui découvre dans les viscères de Léon Besnard 19,45 mg d'arsenic pur. La défense fait valoir que des erreurs d'étiquetage dans les bocaux contenant les prélèvements ont été commises, certains bocaux pouvant avoir été perdus ou remplacés, et une enquête au cimetière de Loudun permet de démontrer que le sulfatage des fleurs et le zinc des ornements funéraires pouvaient avoir saturé d'arsenic la terre du cimetière. Il s'ensuit une longue bataille d'experts se contredisant mutuellement et, après des débats interminables qui passionnent la France entière, Marie Besnard est acquittée au bénéfice du doute.
L'histoire de Marie Besnard a fait l'objet de deux téléfilms : L'Affaire Marie Besnard, réalisé en 1986 par Yves-André Hubert, et Marie Besnard, l'empoisonneuse, réalisé par Christian Faure en 2006. Alice Sapritch et Muriel Robin, respectivement, y ont interprété le rôle de Marie Besnard.

### Réglementation, normes et valeurs
- Valeur de la Finlande
- [http:// www.suva.ch/fr ] (aller dans Prévention, puis Médecine du travail et cliquer sur Valeurs limites d'exposition aux postes de travail).
- Valeur du Québec
- de l'Allemagne